# Extreme (zespół muzyczny)
Extreme – amerykański zespół rockowy, zaliczany do gatunków glam metal oraz hard rock. W ich muzyce, pełnej wirtuozerii, można usłyszeć wpływy Queen czy Van Halen. Muzycy pytani o nazwanie swojego stylu, określili go jako funky metal.
Zespół największą popularność odnosił w latach 80. i 90. Zasłynął akustyczną balladą More Than Words. Zespół zakończył działalność w 1996 roku.
Grupa zeszła się okazjonalnie w roku 2004 i 2006 na kilka koncertów w Bostonie. Wkrótce potem Nuno Bettencourt ogłosił reaktywację zespołu i zapowiedział wydanie nowej płyty na wiosnę 2008 połączone z trasą koncertową grupy. Nowym perkusistą zespołu został Kevin Figueiredo.

## Skład
- Gary Cherone – wokal prowadzący (1985–1996, 2004, 2006, od 2007)
- Nuno Bettencourt – gitara prowadząca, wokal wspierający (1985–1996, 2004, 2006, od 2007)
- Pat Badger – gitara basowa, wokal wspierający (1986–1996, 2006, od 2007)
- Kevin Figueiredo – perkusja (od 2007)

Byli członkowie
- Paul Geary – perkusja (1985–1994, 2004, 2006)
- Mike Mangini – perkusja (1994–1996)
- Paul Mangone – gitara basowa, wokal wspierający (1985–1986)
- Peter Hunt – gitara prowadząca, wokal wspierający (1986)
- Hal Lebeaux – gitara rytmiczna, wokal wspierający (1985)
- Carl Restivo – gitara basowa, wokal wspierający (2004)
- Laurent Duval – gitara basowa, wokal wspierający (2005)

## Dyskografia
- Extreme (1989, A&M Records)
- Extreme II: Pornograffitti (1990, A&M Records)
- Extragraffitti (1990, EP)
- III Sides To Every Story (1992, A&M Records)
- Waiting For The Punchline (1995, A&M Records)
- Running Gag (1995, EP)
- The Best of Extreme – An Accidental Collication of Atoms? (2000, A&M Records)
- Extreme – The Collection (2002, Spectrum Records)
- Saudades De Rock (2008)
- Take Us Alive (2010, CD, DVD)[1]
- Six (2023, Ear Music)[2][3]